# Sichów (przystanek kolejowy)
Sichów – dawny przystanek kolejki wąskotorowej w Sichowie Małym, w gminie Rytwiany, w powiecie staszowskim, w województwie świętokrzyskim.